# Ersboda SK
Ersboda Sportklubb ist ein schwedischer Sportverein aus Ersboda, einem Stadtteil von Umeå. Der Verein hat Abteilungen für Fußball und Innebandy, die ehemalige Handballabteilung tritt mittlerweile unter dem Namen Umeå HF als selbständiger Verein an.

## Geschichte
Ersboda SK wurde 1986 gegründet. Die Fußballmannschaft spielte anfangs nur unterklassig. 2003 stieg sie als Meister der fünftklassigen Division 4 Västerbotten Södra in die vierte Liga auf. Dort wurde der direkte Durchmarsch in die Drittklassigkeit aufgrund des schlechteren Torverhältnisses gegenüber Kubikenborgs IF als Tabellendritter verpasst. Im folgenden Jahr gelang die Meisterschaft in der Division 3 Mellersta Norrland, wegen einer Ligareform in Schweden bedeutete dies die Qualifikation für die nun viertklassige Division 2.
2007 stieg Ersboda SK als Meister der Division 2 Norrland in die drittklassige Division 1 Norra auf. Dort spielte die Mannschaft gegen den direkten Wiederabstieg, der als Drittletzter mit einem Punkt Rückstand auf IK Brage hingenommen werden musste. Anschließend etablierte sie sich in der vierten Liga. 